# Lianozovo (stanice metra v Moskvě)
Lianozovo (rusky Лианозово) je stanice moskevského metra na Ljublinsko-Dmitrovské lince. Byla zprovozněna v rámci úseku Seligerskaja–Fiztěch dne 7. září 2023. Je pojmenována podle čtvrti, ve které se částečně nachází.

## Charakter stanice
Stanice Jachromskaja se nachází na hranici čtvrtí Lianozovo (Лианозово), Vostočnoje Děgunino (Восточное Дегунино) a Dmitrovského rajonu (Дмитровский район) podél Dmitrovského šosse (Дмитровское шоссе) u jeho křížení s Vagonoremontnou ulicí (Вагоноремонтная улица), 350m metrů od nástupiště stejnojmenné železniční zastávky, která je obsluhována vlaky na lince MCD-1. Stanice disponuje dvěma podzemními vestibuly, z kterých je možné vyjít na obě strany Dmitrovského šosse, Lianozovský projezd (Лианозовский проезд), Dubininskou ulici (Дубнинская улица) i železniční zastávku Lianozovo.
Vestibuly jsou s nástupištěm propojeny prostřednictvím eskalátorů. Nástupiště stanice tvoří prodloužená enfiláda sestávající z na sebe navazujících světlých a tmavých prostorových prvků. Barevně je stanice laděna do béžové a tmavě šedé barvy. Obě řady sloupů jsou obloženy kovovými panely s měděným povrchem a jsou spojeny světelnými výklenky na stropě. Měděné panely jsou pak protaženy od sloupů přes strop nad kolejištěm až po samotnou stěnu stanice. Zbylá plocha stěn je pak laděna do tmavě šedé barvy.
Barevné řešení vestibulů odpovídá nástupišti - v opláštění stěn jsou použity kovové panely s měděným povrchem, sloupy jsou obloženy nerezovými panely. Stropy vestibulů jsou pak pokryty hliníkovými lamelami, nad těmito lamelami jsou umístěny velké světelné kruhy, které zajišťují osvětlení vestibulů a mají vyvolávat pocit slunečního světla.